# Fotskäls socken
Fotskäls socken i Västergötland ingick i Marks härad, ingår sedan 1971 i Marks kommun och motsvarar från 2016 Fotskäls distrikt.
Socknens areal är 42,33 kvadratkilometer varav 42,08 land. År 2000 fanns här 672 invånare.  Kyrkbyn Fotskäl med sockenkyrkan Fotskäls kyrka ligger i socknen.   

## Administrativ historik
Socknen har medeltida ursprung.
Vid kommunreformen 1862 övergick socknens ansvar för de kyrkliga frågorna till Fotskäls församling och för de borgerliga frågorna bildades Fotskäls landskommun. Landskommunen uppgick 1952 i Västra Marks landskommun som 1971 uppgick i Marks kommun. Församlingen uppgick 2011 i Västra Marks församling.
1 januari 2016 inrättades distriktet Fotskäl, med samma omfattning som församlingen hade 1999/2000.  
Socknen har tillhört län, fögderier, tingslag och domsagor enligt vad som beskrivs i artikeln Marks härad. De indelta soldaterna tillhörde Älvsborgs regemente, Marks kompani och Västgöta regemente, Elsborgs kompani.

## Geografi
Fotskäls socken ligger nordost om Varberg kring Surtan med Lygnern i nordväst. Socknen är en odlingsbygd i ådalen och vid sjön  och är i övrigt en kuperad skogsbygd.

## Fornlämningar
Boplatser och lösfynd från stenåldern är funna. Från bronsåldern finns gravrösen och stensättningar.

## Namnet
Namnet skrevs 1299 Fozkil och kommer från kyrkbyn. Namnet kan innehålla mansnamnet Fot och skil, 'vägskäl; gräns, rågång'.
Namnet skrevs förr även Foutskäls socken.